# Jerzy Nieć
Jerzy Piotr Nieć (ur. 30 czerwca 1964 w Kraśniku) – polski zapaśnik, medalista mistrzostw świata, olimpijczyk z Seulu 1988.
Treningi zapaśnicze rozpoczął w klubie Tęcza Kraśnik będąc wówczas uczniem VIII klasy szkoły podstawowej w tym mieście (trenerem tym klubie był Aleksander Płatek). Został zawodnikiem walczącym w stylu wolnym w wadze półciężkiej. W trakcie kariery sportowej reprezentował kluby: LKS Tęcza Kraśnik (lata 1977–1983), Stal Rzeszów (lata 1983–1998). Został mistrzem województwa lubelskiego młodzików, następnie zdobył złoty medal podczas mistrzostw Polski Ludowych Zespołów Sportowych w Krotoszynie oraz dwa tytuły mistrzowskie w kategorii juniorów (podczas turniejów w Łodzi i w Lublinie). Po przejściu do kategorii seniorów początkowo dwukrotnie zajął czwarte miejsce, po czym został wicemistrzem Polski, ulegając Leszkowi Ciocie. Później został mistrzem Polski w kategorii półciężkiej (w latach 1987–1989) i w kategorii ciężkiej (1991).
Brązowy medalista mistrzostw świata z roku 1987 w kategorii 90 kg. Uczestnik mistrzostw świata 1986 podczas których zajął 5. miejsce w kategorii półciężkiej i zdobył jedyne punktowane miejsce z Polaków. Jako debiutant podczas tego turnieju wygrał trzy pojedynki przez położenie na łopatki, zaś w walce o 5. miejsce pokonał aktualnego wicemistrza Europy, Węgra Gábora Tótha.
Uczestnik mistrzostw Europy w kategorii 90 kg w:
- Pireusie (1986), gdzie zajął 8. miejsce,
- Wieliko Tyrnowo (1987), gdzie zajął 6. miejsce,
- Manchsterze (1988), gdzie zajął 9. miejsce.

Na igrzyskach w 1988 w Seulu wystartował w kategorii półciężkiej odpadając w eliminacjach.
Po zakończeniu kariery sportowej podjął pracę trenera.